# Cornelius A. Smith
Cornelius Alvin Smith (ur. 7 kwietnia 1937 na Long Island) – bahamski polityk. Pełnił funkcję ambasadora Bahamów w Stanach Zjednoczonych (2008) oraz ministra transportu i lotnictwa. W latach 2018–2019 zastępca gubernatora generalnego Bahamów. Od 28 czerwca 2019 do 1 września 2023 gubernator generalny Bahamów.